# Lago Vista (comté de Travis, Texas)
Lago Vista est une ville située en bordure du lac Travis au nord-ouest du comté de Travis, au Texas, aux États-Unis,.

## Démographie
Lors du recensement de 2010, la ville comptait une population de 6 041 habitants. Elle est estimée, en 2017, à 6 815 habitants.

### Source de la traduction
- (en) Cet article est partiellement ou en totalité issu de l’article de Wikipédia en anglais intitulé « Lago Vista, Texas » (voir la liste des auteurs).